# Antonin Potoski
Antonin Potoski est un écrivain voyageur français né à Nancy en 1974.

## Biographie
Antonin Potoski est diplômé de l'École nationale supérieure de la photographie. Il vit en déplacement depuis 1996, et a publié des récits chez P.O.L puis Gallimard, ainsi que des articles dans différentes revues littéraires.

## Œuvre
- 2000 : La Plus Belle Route du monde, avec Bernard Faucon, POL  (ISBN 9782867441257)
- 2001 : Les Cahiers dogons, POL  (ISBN 9782867448355)
- 2004 : Hôtel de l'Amitié, POL  (ISBN 9782867449901)
- 2011 : Cités en abîme, Gallimard  (ISBN 9782070132287)

Prix Louis-Castex de l’Académie française en 2012
- 2013 : Nager sur la frontière, Gallimard  (ISBN 9782070142262)

## Distinctions
- Prix Louis-Castex de l'Académie française 2012